# Округ Камбрија (Пенсилванија)
Камбрија (енгл. Cambria County) је округ у америчкој савезној држави Пенсилванија.

## Демографија
По попису из 2010. године број становника је 143.679, што је 8.919 (-5,8%) становника мање него 2000. године.
| Група             | 2000.           | 2010.           |
| Белци             | 145.330 (95,2%) | 134.073 (93,3%) |
| Афроамериканци    | 4.322 (2,8%)    | 5.222 (3,6%)    |
| Азијати           | 573 (0,4%)      | 729 (0,5%)      |
| Хиспаноамериканци | 1.352 (0,9%)    | 2.006 (1,4%)    |
| Укупно            | 152.598         | 143.679         |